# Tetragoniceps prima
Tetragoniceps prima är en kräftdjursart som först beskrevs av Coull 1971.  Tetragoniceps prima ingår i släktet Tetragoniceps och familjen Tetragonicipitidae. Inga underarter finns listade i Catalogue of Life.